# Panhard & Levassor Type X20
Der Panhard & Levassor Type X20 war ein Pkw-Modell von 1913, das bis 1914 gebaut wurde. Hersteller war Panhard & Levassor aus Frankreich.

## Beschreibung
Der Motor des Panhard & Levassor Type X20 war ein Vierzylinder mit 2412 cm³ Hubraum (80 mm Bohrung, 120 mm Hub); er leistete 12 PS. Wie die meisten Fahrzeuge aus dieser Zeit hatte der 12 CV ein Fahrgestell, auf das die Karosserie aufgesetzt war, Frontmotor, Kardanwelle und Hinterradantrieb. Das Getriebe hatte vier Gänge.
Der Radstand betrug 3125 mm und die Spurweite betrug 1395 mm. Die Reifen hatten ein Größe von 815 x 105.
Bekannt sind Aufbauten als Coupé Avant Torpedo.
Der Preis für das 12-CV-Fahrzeugchassis lag bei 8.500 Francs in der Grundausstattung mit Bereifung. Das Leergewicht von 825 kg wurde ohne Bereifung angegeben. Beim Coupé Avant Torpedo hatte die Karosserie die Abmaße von 2400 mm Länge und 900 mm Breite. Der Preis als Landaulet lag bei 12.500 Francs, als Coupé Avant Torpedo bei 13.100 Francs, als zweisitzige Limousine bei 11.600 Francs, als viersitzige Limousine bei 12.300 Francs, als Torpedo bei 10.900 und als Coupé bei 12.500 Francs.
Das Typenprogramm hatte Panhard & Levassor im Jahr 1913 gegenüber den Vorjahren deutlich gestrafft.
So gab es im Jahr 1913 vier Motoren mit Ventilsteuerung mit 10, 12, 24 und 28 CV und drei Motoren mit Knight-Schiebersteuerung mit 15, 20 und 30 CV. Als Karosserievarianten standen Landaulet, Landaulet mit Torpedoausführung, zweisitzige Limousinen, viersitzige Limousinen, Torpedo und Coupévarianten zur Verfügung. Als zusätzliche Ausführung konnte man ein Lieferfahrzeug bestellen.

## Produktionszahlen Type X20
Gesamtproduktion 701 Fahrzeuge von 1913 bis 1914
| Jahr | 1913 | 1914 | Summe |
| ---- | ---- | ---- | ----- |
|      | 627  | 74   | 701   |